# Депо-Вузол
Депо-Вузол (Нижньодніпровськ-Вузол-парк Е, Г) — пасажирський залізничний зупинний пункт Дніпровської дирекції Придніпровської залізниці на перетині електрифікованих ліній Самар-Дніпровський — Нижньодніпровськ-Вузол та Нижньодніпровськ-Вузол — Синельникове II між станціями Нижньодніпровськ-Вузол (2 км), Самарівка (8 км) та Ігрень  (4 км). Зупинний пункт входить до складу залізничного вузла Нижньодніпровськ-Вузол, тому має дві бічні платформи, південну та північну, які розташовані за кількасот метрів одна від іншої у Самарському районі міста Дніпро.

## Пасажирське сполучення
На платформі Депо-Вузол зупиняються приміські поїзди у дніпровському, берестинському та синельниківському напрямках.